# داشچا ریکا
داشچا ریکا (به لاتین: Dašča Rijeka) یک منطقهٔ مسکونی در مونته‌نگرو است که در شهرداری پتنیکا واقع شده‌است. داشچا ریکا ۱۰۳ نفر جمعیت دارد.